# Al-Aqsamoskén
al-Aqsamoskén (arabiska: المسجد الاقصى, [æl'mæsʒɪd æl'ɑqsˁɑ] al-Masjid al-Aqsa (fil), Den mest avlägsna moskén) är en moské på Tempelberget i Jerusalem som uppfördes av kalifen Umar ibn al-Khattab år 638. Den var ursprungligen uppförd av trä men ersattes av en moské i sten av kalif Abd al-Malik efter färdigställandet av den närbelägna Klippdomen och var klar omkring 705.
al-Aqsamoskén är den tredje viktigaste moskén inom islam efter Masjid al-Haram (moskén som omger Kaba) i Mecka och al-Masjid an-Nabawi (profeten Muhammeds moské) i Medina. 

## Den nattliga resan
Muhammed företog enligt Koranens sura 17 en nattlig resa från den heliga moskén i Mecka till, enligt traditionen, nuvarande Tempelberget i Jerusalem där al-Aqsa nu är belägen.

## Böneriktning
Under islams första tid bad muslimerna med böneriktning mot Jerusalem och Tempelberget, men ändrade enligt Koranens sura 2:142-151 senare riktningen mot Kaba.

## Kristet högkvarter
När Jerusalem intogs av de kristna 1099 gjorde de al-Aqsamoskén till högkvarter för Tempelherreorden tills Saladin återtog staden 1187.

## Galleri

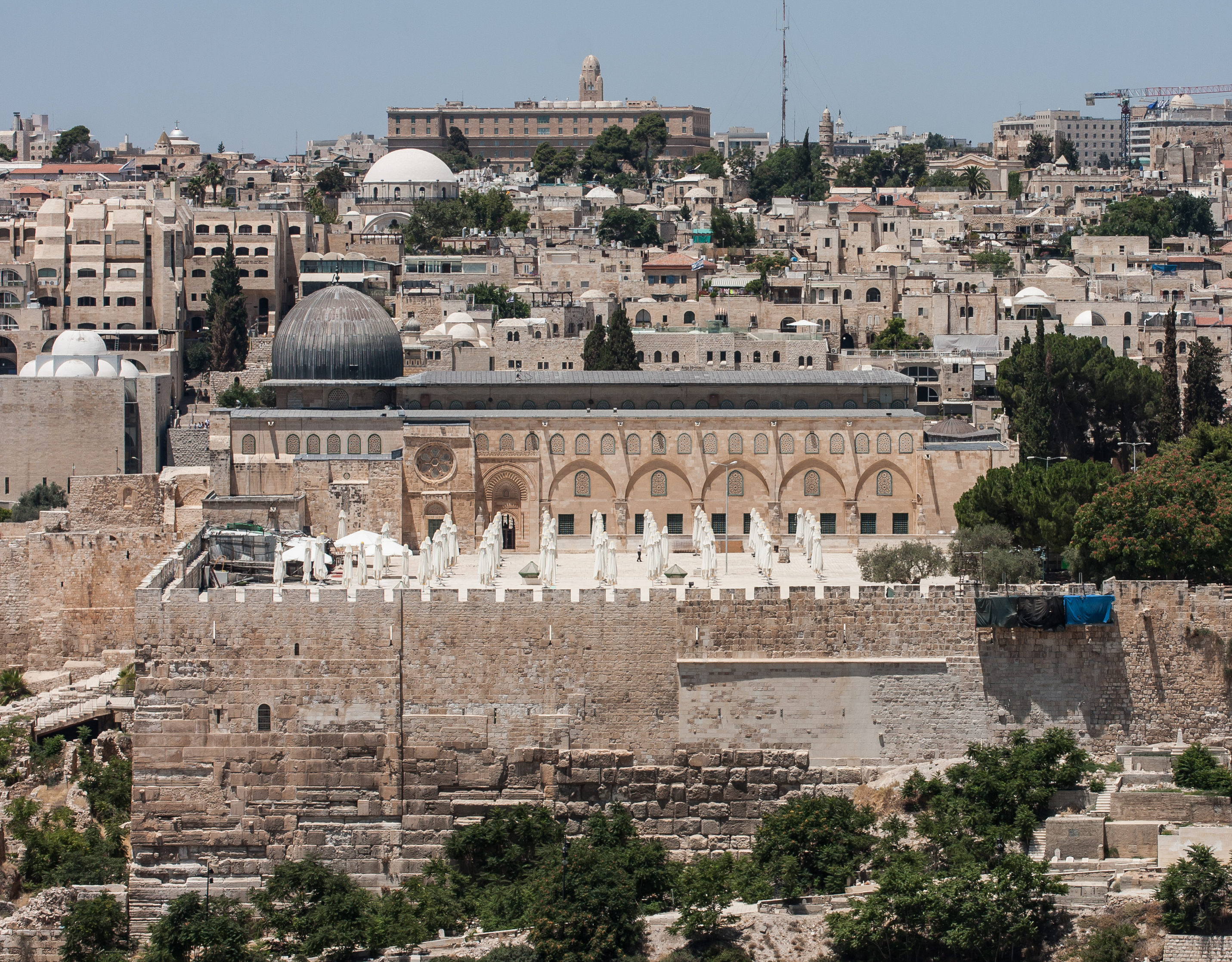
al-Aqsamoskén fotograferad från Olivberget.
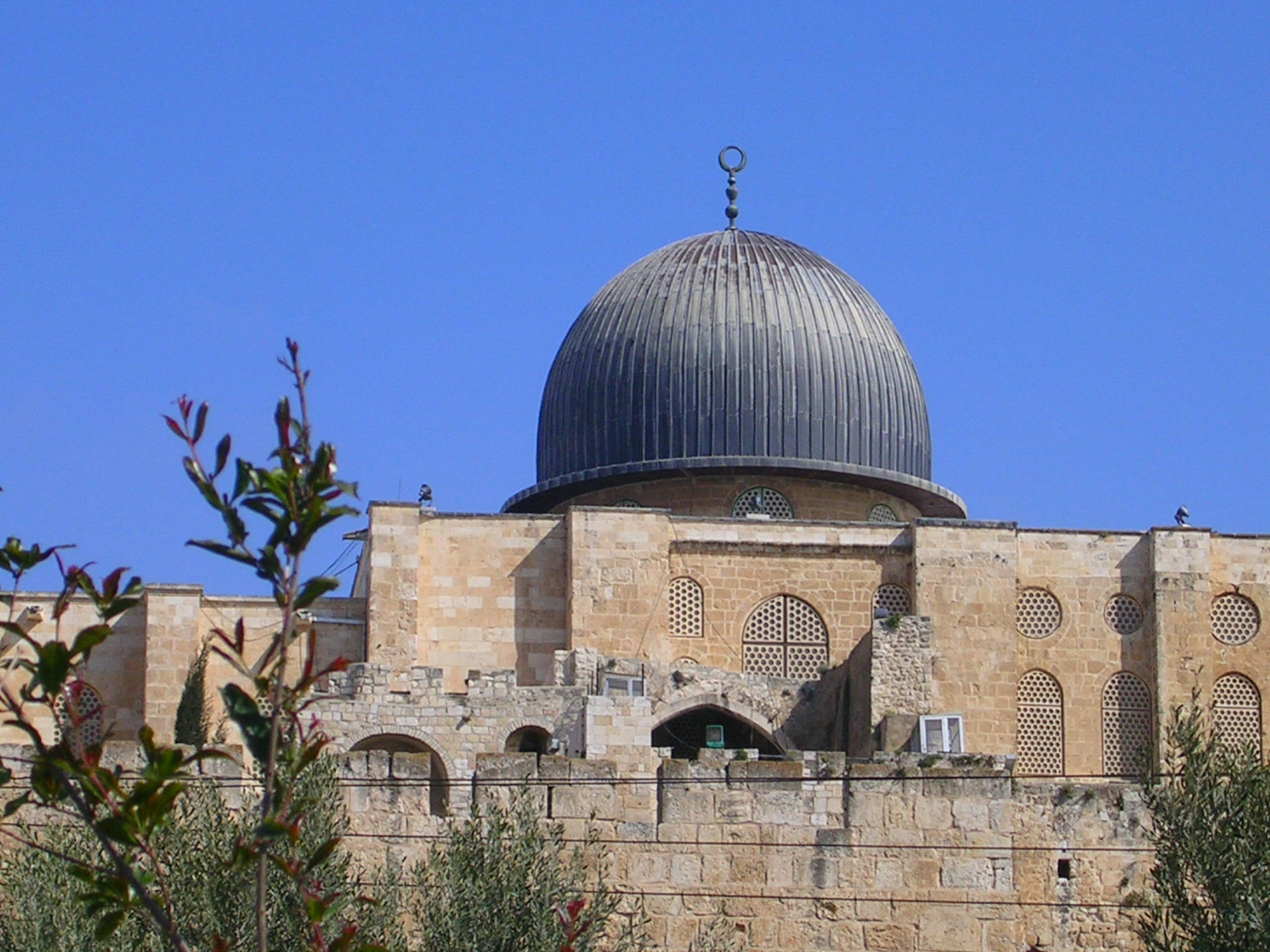
Moskéns kupol på lite närmare håll.
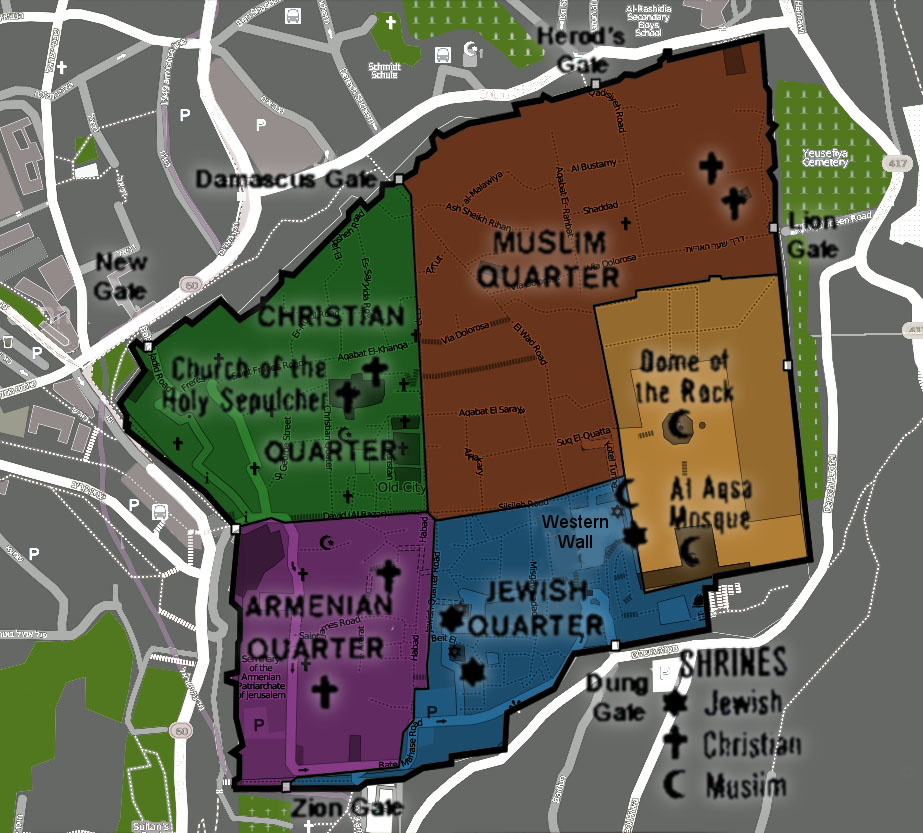
Karta över den gamla staden Jerusalem.
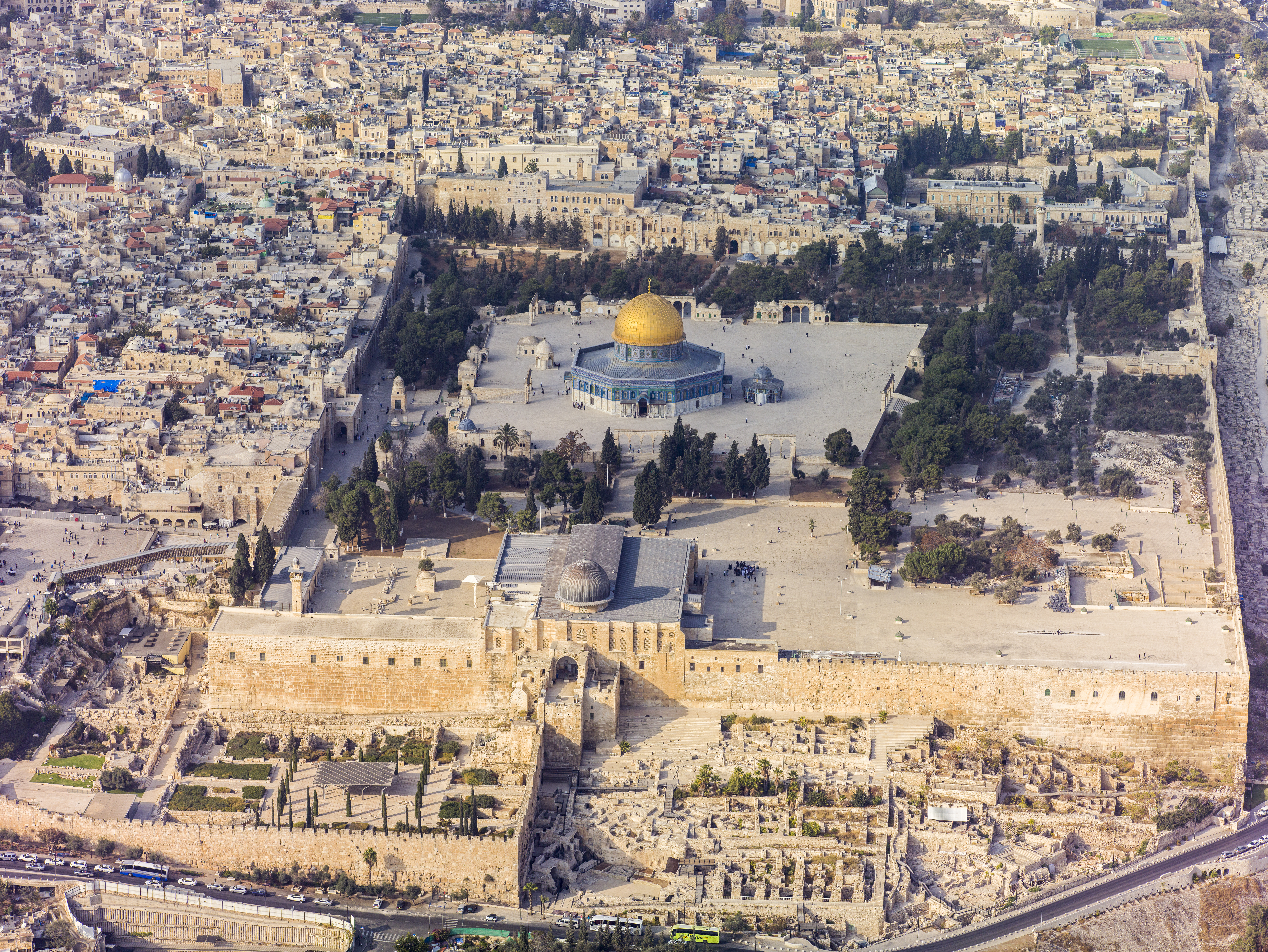
al-Aqsamoskén ligger söder om Klippdomen.
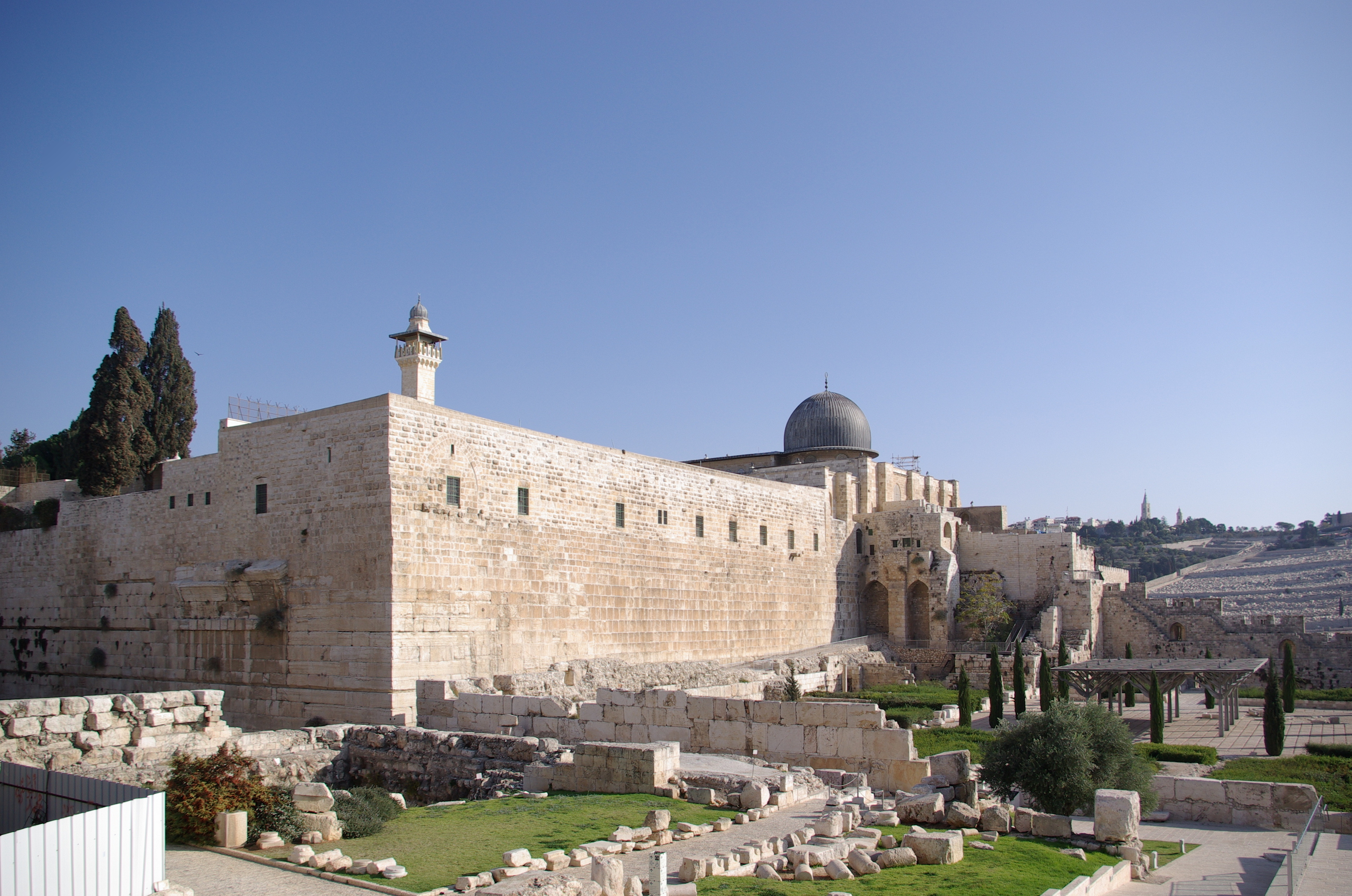
Moskén längs den södra vägen av al-Haram al-Sharif.
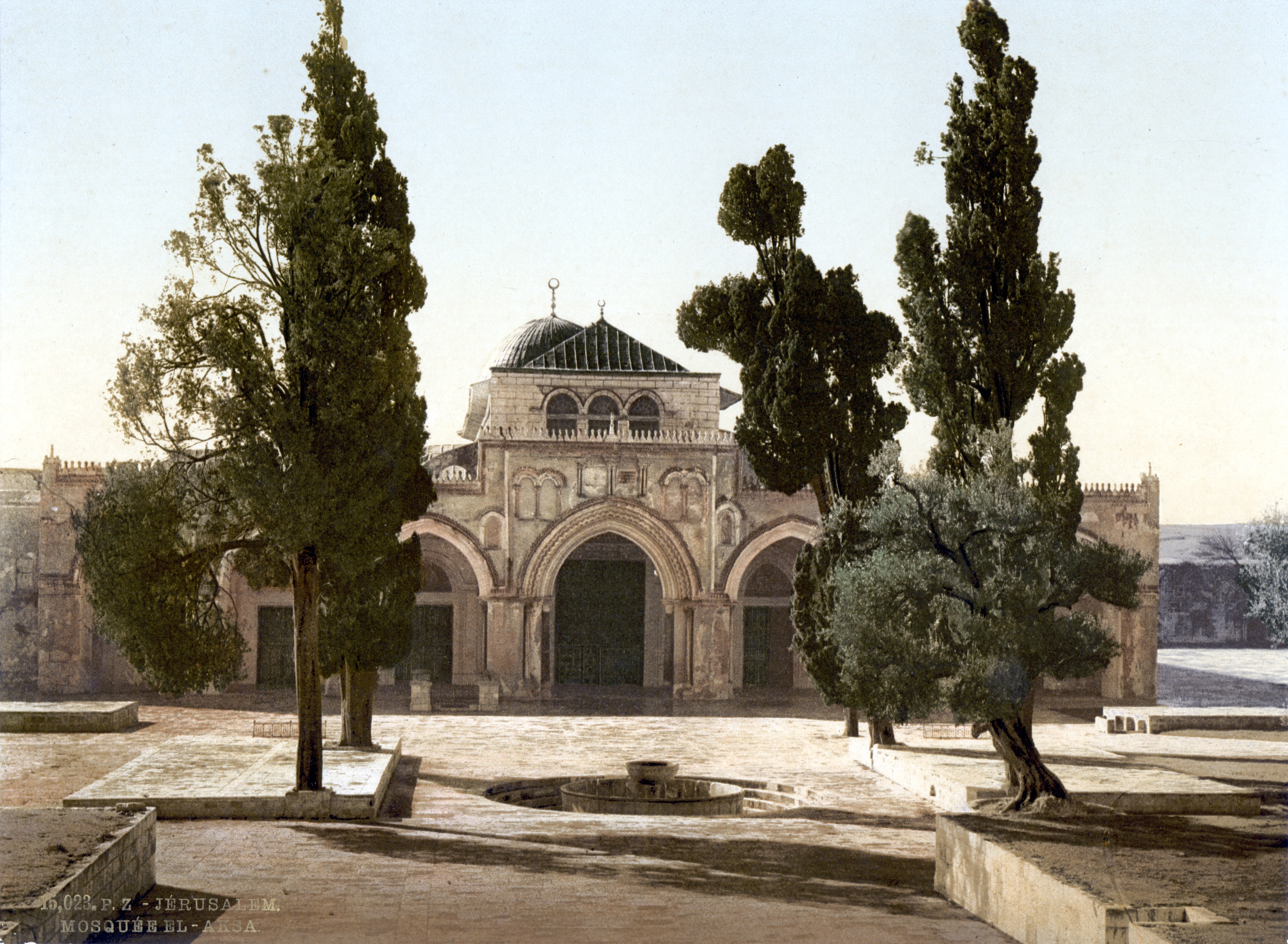
Framifrån år 1900.
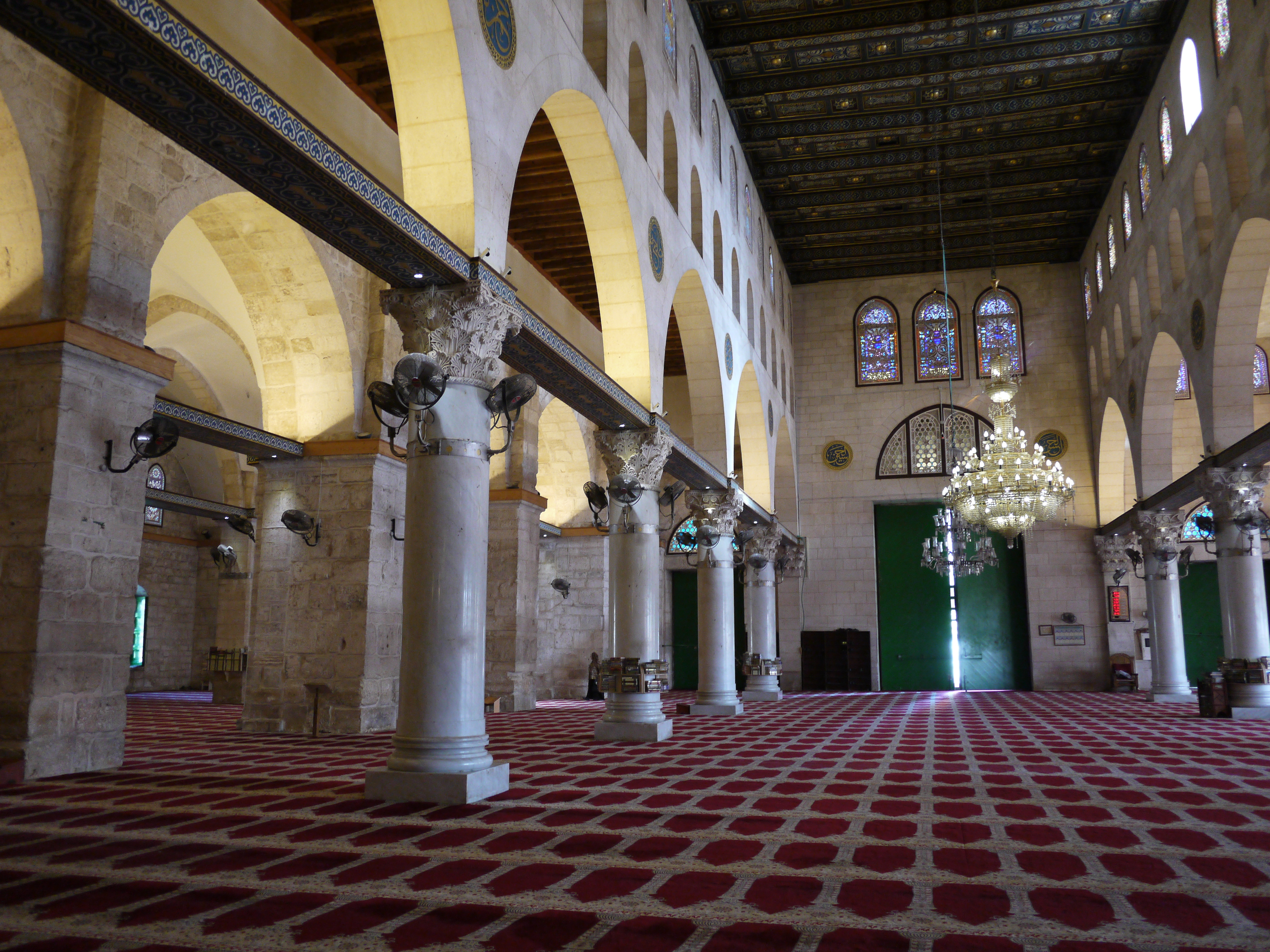
Utsikt över hypostyl-bönesalen.